# ادوارد کورتس
ادوارد لئون کورتس (انگلیسی: Edouard Cortès؛ زاده ۶ اوت ۱۸۸۲ - درگذشته ۲۶ نوامبر ۱۹۶۹) نقاش فرانسوی با نسب فرانسوی و اسپانیایی بود. او به دلیل نقاشی مناظر شهری در شرایط متنوع آب و هوایی، به «Le Poète Parisien de la Peinture» یا «شاعر پاریسی نقاشی» معروف است.

## زندگی شخصی
کورتس در ۶ اوت ۱۸۸۲ در لنیی سور مرن، در حدود بیست مایلی شرق پاریس متولد شد. در شناسنامه نام او را «ادوارد لئون کورتس» ثبت کرده‌اند، اما در شش هفتگی اش، او را با نام «هِنری لئون کورتس» غسل تعمید دادند. او چندین سال از نام «هِنری» برای نقاشی‌های اولیهٔ خود استفاده می‌کرد (هنری، هنری ادوارد یا ادوارد اچ)، اما پس از مرگ پدرش در سال ۱۹۰۸، کورتس به استفاده از نام «ادوارد» روی آورد. پس از سال ۱۹۱۰، کورتس نقاشی‌های خود را به نام ادوارد کورتس، اد کورتس یا E. Cortès امضا کرد. پدرش، آنتونیو کورتس، نقاش دربار سلطنتی اسپانیا بود. در سال ۱۸۵۵، آنتونیو که برای شرکت در یک نمایشگاه بین‌المللی به پاریس سفر کرده بود، به شدت به مردم آنجا و حومه‌های شهر علاقه‌مند شده و تصمیم گرفت که ساکن پاریس شود.
آنتونیو در این شهر با همسر اول خود، آنجلین سسیل برگر ازدواج کرد. آنها صاحب یک پسر به نام آندره شدند که در پاریس متولد شد. اندکی پس از تولد پسرشان در سال ۱۸۶۶، آنتونیو و خانوادهٔ جوانش پاریس را ترک کردند تا در لنیی سور مرن، یک روستای کوچک در شرق پاریس مستقر شوند. در سال ۱۸۷۰ در اوج جنگ فرانسه و پروس که همزمان با مرگ آنجلین بود، آنتونیو و پسرش برای فرار از خطرات جنگ به شهر بازگشتند. در سال ۱۸۷۲، آنتونیو با خیاط اهل لنیی سور مرن، لئونتین آگوستین فراپارت ازدواج کرد. آنها صاحب دو فرزند با نام ژان و ادوارد شدند. هر سه فرزند حرفهٔ پدر خود را دنبال کردند. آندره نقاش ماهر اسب بود. خواهر کوچکترش ژان، مانند پدرش، مزرعه و گله گوسفند را نقاشی می‌کرد. اما ادوارد، استعداد هنری فوق‌العاده ای از خود نشان داد. کورتس تا ۱۳ سالگی در یک مدرسهٔ ابتدایی خصوصی تحصیل کرد. پس از ترک مدرسه، او خود را در سرشماری محلی، به عنوان «هنرمند-نقاش» و ملیت خود را به عنوان ادای احترام به پدرش، اسپانیایی ذکر کرد.
در سال ۱۹۱۴، ادوارد کورتس با فرناند جویوز ازدواج کرد و در سال ۱۹۱۶ از او صاحب یک دختر به نام ژاکلین سیمون شد. تصویر یک زن با فرزند که در بعضی از کارهایش تکرار می‌شدند، احتمالاً به جویوز و ژاکلین اشاره دارند.
اگرچه کورتس صلح طلب بود، اما وقتی جنگ به روستای محل تولدش نزدیک شد، مجبور شد در سن ۳۲ سالگی به عضویت هنگ پیاده‌نظام فرانسه در آید. زمانی که به خط مقدم اعزام شد، با سرنیزه زخمی و به بیمارستان نظامی منتقل شد و جایزه Croix de Guerre را دریافت کرد. پس از بهبودی، وی دوباره مأموریت پیدا کرد تا از استعداد هنری خود برای ترسیم موقعیت‌های دشمن استفاده کند. بعدها بخاطر اعتقادات شخصی اش، از دریافت جایزهٔ لژیون دونور خودداری کرد. ادوارد در سال ۱۹۱۹ از سربازی خارج شد.
همسرش فرناند در سال ۱۹۱۸ درگذشت. یکسال بعد، ادوارد با خواهر شوهرش، لوسین جویوز ازدواج کرد.
کورتس در کنار دوستان نزدیکش، زندگی ساده ای داشت. وی در ۲۶ نوامبر ۱۹۶۹ در لنیی سور مرن درگذشت و خیابانی به افتخار وی نامگذاری شد.

## تاریخچه نقاشی
ادوارد در ۱۷ سالگی تحصیلات خود را در مدرسه هنرهای زیبا در پاریس آغاز کرد. اولین نمایشگاه او در سال ۱۹۰۱ باعث شد تا بلافاصله مورد توجه قرار گرفته و به رسمیت شناخته شود. کورتس همواره بر استقلال خود تأکید داشت. یک بار، در پاسخ به روزنامه‌نگاری که از او پرسید «آیا شاگرد لوئیجی لوئر هستید یا خیر؟»، او به شکل نامفهومی پاسخ داد: «Non, seul élève de moi-même.» («نه، فقط دانش آموز خودم هستم.»)
آثار او برای اولین بار در سال ۱۹۴۵ در آمریکای شمالی به نمایش گذاشته شدند که برای ادوارد کورتس موفقیت‌های زیادی به ارمغان آورد. در آخرین سال زندگی خود، جایزه معتبر آنتوان کوئینسون را از سالن دو وینسنز دریافت کرد.

## نقاشی‌های گم شده و دزدیده شده
- در ۳۰ نوامبر ۲۰۰۰، چهار اثر از ادوارد کورتس در کلسپل، مونتانا، پس از هشت ماه تحقیق توسط بخش اداره تحقیقات فدرال(FBI) سان فرانسیسکو کشف شد. نقاشی‌های کشف شده، در سال ۱۹۸۸ در جریان سرقت از گالری سیمیک در کارمل، کالیفرنیا به سرقت رفته بودند.[۶]
- در سال ۲۰۰۸، یک نقاشی گمشده از کورتس که صحنهٔ خیابانی در پاریس بود، در بین اقلام اهدایی در یک فروشگاه خرده فروشی صنایع Goodwill Industries در ایستون، مریلند کشف شد. بعد از اینکه مدیر فروشگاه متوجه اصل بودن نقاشی شد، آن را با قیمت ۴۰٬۶۰۰ دلار در حراجی ساتبیز به حراج گذاشت.[۷]
- در سال ۲۰۱۹، اثری به نام «Place de la Republique en Soir» که قبلاً ناشناخته بود، در پاریس کشف شد[۸]